# Oberhofen am Thunersee
Oberhofen am Thunersee (toponimo tedesco) è un comune svizzero di 2 415 abitanti del Canton Berna, nella regione dell'Oberland (circondario di Thun).

## Geografia fisica
Oberhofen am Thunersee si affaccia sul Lago di Thun.

## Monumenti e luoghi d'interesse

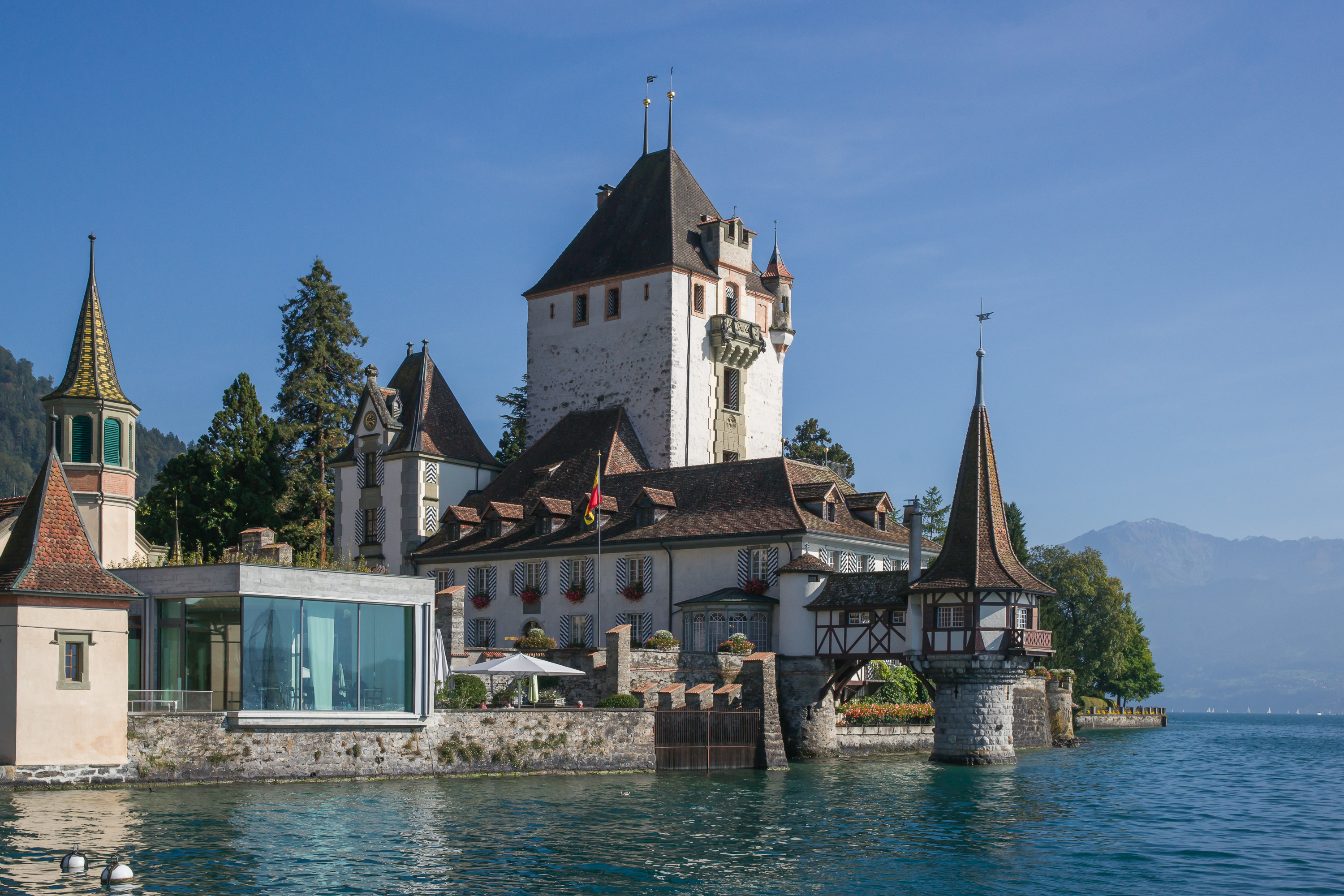
Il castello di Oberhofen

- Castello di Oberhofen, eretto nel XIII secolo e ricostruito nel XIX secolo[1].

## Società

### Evoluzione demografica
L'evoluzione demografica è riportata nella seguente tabella:
Abitanti censiti

## Infrastrutture e trasporti
Tra il 1913 e il 1952 Oberhofen am Thunersee fu servita dalla tranvia Steffisburg-Thun-Interlaken; nel 1952 la tranvia fu sostituita dalla filovia Thun-Beatenbucht, soppressa nel 1982.

## Amministrazione
Ogni famiglia originaria del luogo fa parte del comune patriziale che ha la responsabilità della manutenzione di ogni bene ricadente all'interno dei confini del comune.

## Sport
Vi ha sede la Federazione Internazionale Sci.